# Super Jump
Super Jump (スーパージャンプ Sūpā Janpu, abreviado como SJ,y estilizado como SUPER JUMP),  fue una publicación bisemanal de manga publicada por Shūeisha  como parte de la línea de revistas Jump. Se lanzó en Japón el 20 de Diciembre de 1986, publicando varios capítulos de series de manga seinen.

## Historia
La revista empezó como una publicación especial de la Shūkan Shōnen Jump (WJ) el 20 de diciembre de 1986. Más tarde se dividió en su propia publicación bisemanal. Era mayormente manga del género drama y estaba dirigido hacia hombres jóvenes en sus primeros años de la universidad, Los artistas de la Super Jump eran normalmente artistas de manga Shōnen de la Weekly Jump, o estaban publicando con otra revista de manga shonen. Algunas series de la Weekly Jump, fueron movidas con la separación de la Super Jump, debido a su contenido más maduro (como por ejemplo Cobra (manga)).
El último número de la Super Jump fue publicado en 2011, tres series fueron movidas a una nueva publicación, la Grand Jump.